# بواسيل
بواسيل (بالفرنسية: Boisseuil)‏ هي بلدية في مقاطعة فيين العليا في منطقة أقطانية الجديدة غرب فرنسا.